# Haim Revivo
Haim Michael Revivo (en hebreu:חיים רביבו); nascut el 22 de febrer de 1972 a Ashdod, és un futbolista israelià, ja retirat, que ocupava la posició de migcampista esquerre.
Revivio es va iniciar en les categories inferiors del Hapoel Ashdod i del Gadna Yehuda. En 1990 fitxa pel seu primer club professional, el Bnei Yehuda, on romandria tres anys. Posteriorment, després d'un any al Hapoel Tel Aviv, s'incorpora a les files del Maccabi Haifa sent el màxim golejador de la primera divisió israeliana dos anys consecutius. Eixes xifres li obren les portes d'Europa i en 1996 fitxa pel Celta de Vigo, de la lliga espanyola. A Galícia, Revivio seria titular en l'onze del Celta, i superaria el centenar d'aparicions amb la samarreta celeste. El 2000, després de quatre temporades a Vigo, marxa a la lliga turca. Primer milita al Fenerbahçe Spor Kulübü, on assoleix un bon nivell golejador, amb 30 dianes en 68 partits, i el 2002 passa a un altre equip d'Istanbul, el Galatasaray Spor Kulübü, on només roman una campanya. El 2003 retorna al seu país, a les files del FC Ashdod, on tan sols hi disputa una desena de partits abans de penjar-hi les botes, el 2004.

## Selecció
Revivo ha disputat 65 partits internacionals amb la selecció de futbol d'Israel, i ha marcat 15 gols.